# V̀
Cette page contient des caractères spéciaux ou non latins. S’ils s’affichent mal (▯, ?, etc.), consultez la page d’aide Unicode.
V̀ (minuscule : v̀), ou V accent grave, était un graphème utilisé dans l’écriture du nawdm, et du rawang. Il s’agit de la lettre V diacritée d’un accent grave.

## Utilisation
En rawang, ‹ v̀ › représente une voyelle moyenne centrale /ə/ avec un ton bas descendant.

## Représentations informatiques
Le V accent grave peut être représenté avec les caractères Unicode suivants :
- décomposé (latin de base, diacritiques)[1],[2] :

| formes    | représentations | chaînes de caractères | points de code | descriptions                                       |
| --------- | --------------- | --------------------- | -------------- | -------------------------------------------------- |
| capitale  | V̀               | V◌̀                    | U+0056 U+0300  | lettre majuscule latine v diacritique accent grave |
| minuscule | v̀               | v◌̀                    | U+0076 U+0300  | lettre minuscule latine v diacritique accent grave |